# Mie-gun

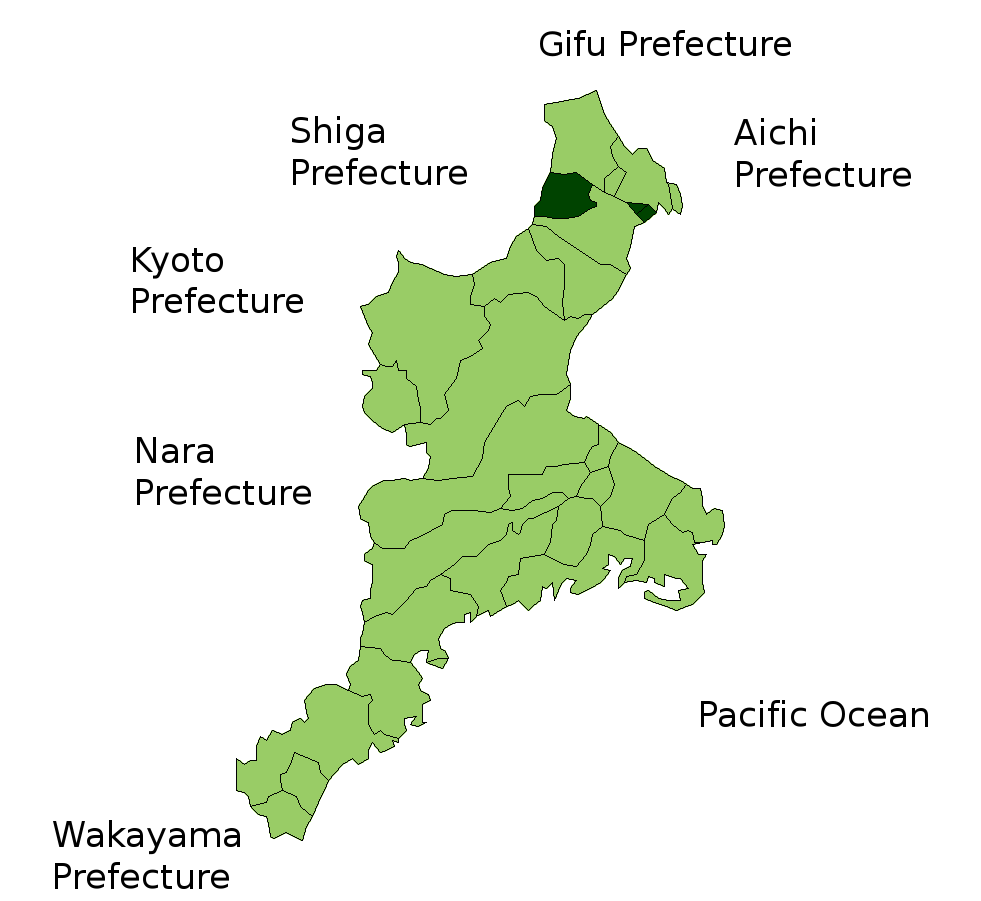
Seit 2005 verbliebener Rest des Mie-gun in Mie

Mie (jap. 三重郡 Mie-gun) ist der namensgebende Landkreis (-gun) der japanischen Präfektur (-ken) Mie. Er liegt im Norden der Präfektur zwischen dem Suzuka-Gebirge und der Ise-Bucht. Seit 2005 besteht der Kreis Mie noch aus drei Gemeinden: den Städten (-chō) Komono im Westen am Fuß der Berge und Asahi und Kawagoe im Osten an der Bucht.

## Geschichte
Unter der antiken Ritsuryō-Verwaltungsgliederung, die als geographische Landeseinteilung teilweise bis ins frühe 20. Jahrhundert (und gelegentlich auch bis heute) genutzt wurde, war Mie einer der 13 Kreise der Provinz (kuni/-shū) Ise/Sei[shū].
Als nach der Meiji-Restauration die Präfekturverwaltung von Anotsu 1872 aus Anotsu im damaligen Landkreis Anō (später ab 1889 als Tsu-shi kreisfrei) nach Yokkaichi im Kreis Mie verlegt wurde, wurde die Präfektur nach dem Landkreis des Verwaltungssitzes in Mie umbenannt. Zwar wurde die Hauptstadt später wieder zurück verlegt, aber der Name blieb.

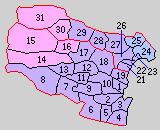
Gemeinden 1889, 1.–19. im Mie-gun, 21.–31. im Asake-gun; lila: heutige Yokkaichi-shi, pink: heutige Komono-chō, blau seit 1889 ohne Gemeindefusion: 24. Kawagoe und 25. Asahi

Der ursprüngliche moderne Kreis Mie bestand nach der Reaktivierung der Landkreise als Verwaltungseinheit 1878/79 aus großen Teilen der heutigen kreisfreien Stadt Yokkaichi und Teilen des heutigen Komono. In der Großen Meiji-Gebietsreform zur Einführung der modernen Gemeinden wurde Mie 1889 in 19 Gemeinden eingeteilt: die Stadt Yokkaichi als Verwaltungssitz (1. auf der Karte), das Dorf Komono (14.) und 17 weitere Dörfer. 1896 erreichte der Mie-gun seine größte Ausdehnung, als er bei der Umsetzung der Kreisordnung in Mie mit dem bisherigen Kreis Asake fusioniert wurde. Seit Yokkaichi 1897 zur kreisfreien Stadt (-shi) geworden ist, verlor der Kreis Mie im 20. Jahrhundert einen Großteil seines Territoriums an diese. Wie in ganz Japan wurde der Kreis als Verwaltungseinheit in den 1920er Jahren aufgelöst, wird als geographische Einheit aber weiter genutzt und in seiner Zusammensetzung fortgeschrieben. Der bisher letzte Gebietsverlust erfolgte 2005, als die Stadt Kusu nach Yokkaichi eingemeindet wurde.